# Pietà (15. Jahrhundert, Klausen)

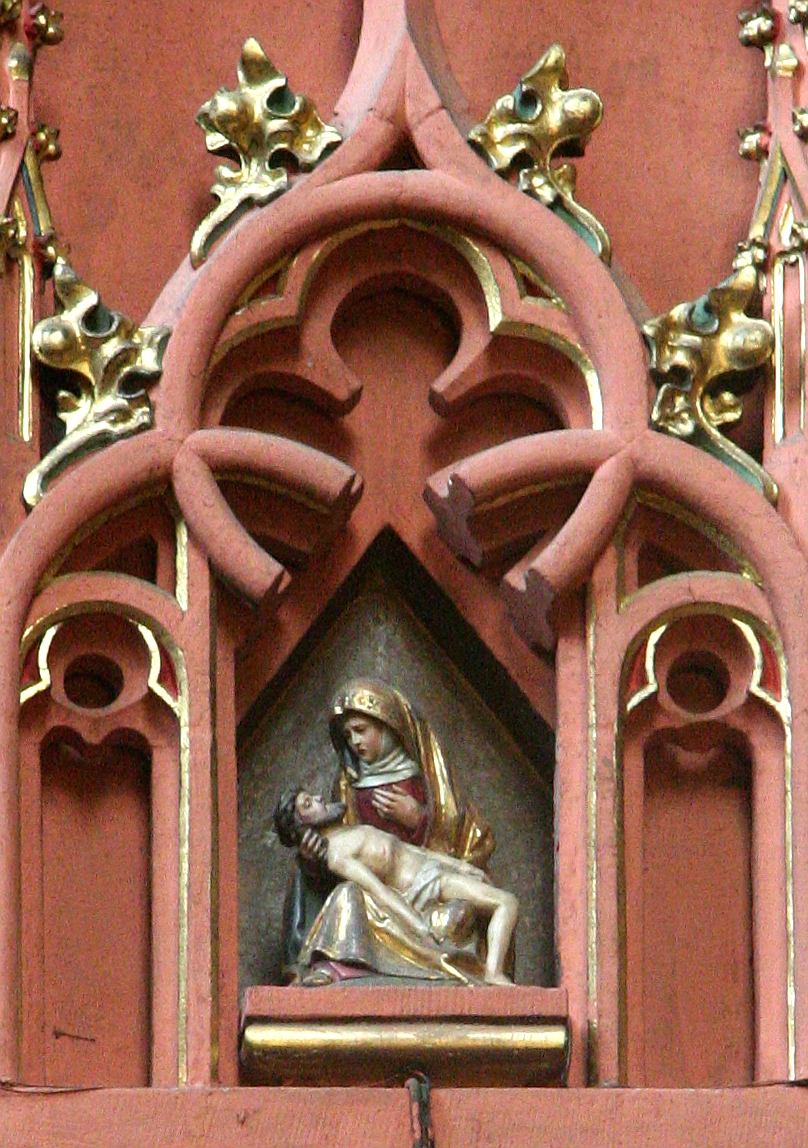
Pietà in Klausen

Die  Pietà in der katholischen Wallfahrtskirche Maria Heimsuchung in Klausen, einer Ortsgemeinde im Landkreis Bernkastel-Wittlich in Rheinland-Pfalz, wurde um 1440 geschaffen.
Dieses ältere von zwei Gnadenbildern der Wallfahrtskirche ist eine Trierer Arbeit aus Eichenholz. Es ist 23 cm hoch und wurde um 1873 neu gefasst. 
Ernst Wackenroder schreibt im Jahr 1934: 

„... ein typisches Vesperbild geschlossener Form, mit dem Körper Christi in Schräglage infolge des zurückgenommenen linken Fußes Mariens, von ihr nur unter dem Nacken gestützt. Der Körper bleibt vor dem in breite Falten gelegten Kleid der Mutter Gottes, deren schwerer Mantel über den Kopf gezogen ist, mit dem Halstuch als Rahmung darunter. Das Antlitz ist von echtem Schmerz erfüllt, mit dem Blick auf den ruhig und hoheitsvoll gehaltenen Kopf des Sohnes gerichtet, dessen Antlitz von breiten Locken und starkem geteilten Bart gerahmt ist.“